# Loughborough

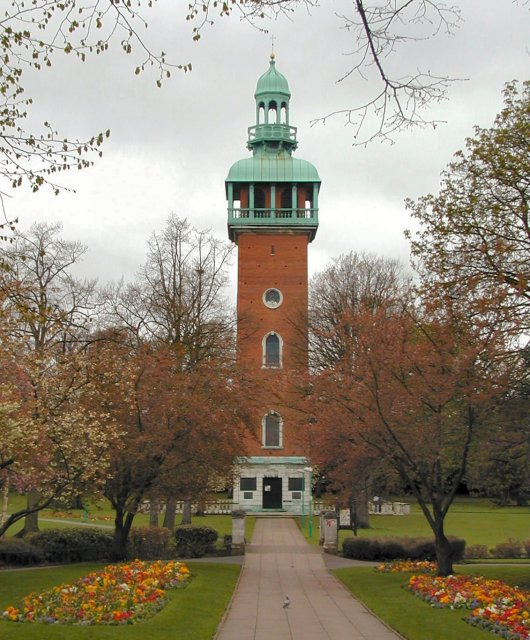
Le Carillon

Loughborough est une ville située dans le borough de Charnwood dans le comté de Leicestershire dans le centre de l'Angleterre. Loughborough a une population de 57 600 habitants en 2004. C'est le deuxième plus grand territoire dans le comté de Leicestershire après Leicester, qui est le siège du Charnwood Borough Council, et de l'Université de Loughborough.
En 1841 Loughborough était la destination pour les premiers voyages à forfait, organisés par Thomas Cook pour une Ligue de tempérance venant de Leicester. La ville a la plus grande fonderie de cloches au monde — John Taylor Bellfounders, qui réalisa les cloches pour le Carillon du monument aux morts, un point de repère important dans la ville. La première évocation de la ville de Loughborough est faite dans le Domesday Book (en français Livre du Jugement Dernier) de 1086.
À partir de la frontière de Loughborough jusqu'au nord, la Dishley Grange Farm était la résidence de l'agriculteur révolutionnaire Robert Bakewell. La ferme a été une fois la résidence de l'évènement annuel, le Leicestershire County Show. Loughborough dispose du Loughborough Echo et du Loughborough Guide, mais est aussi du quotidien régional britannique, le Leicester Mercury.

## Jumelages

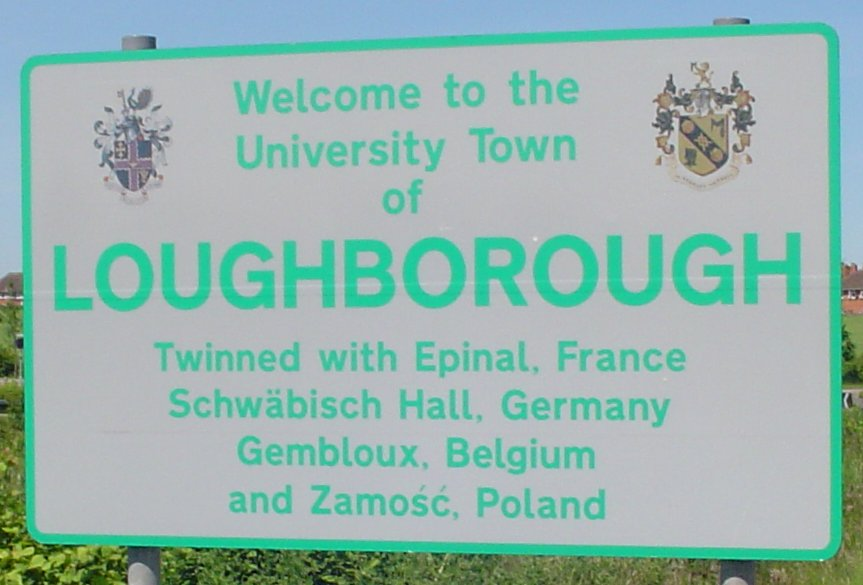
Panneau d’entrée de Loughborough.

Loughborough est jumelée avec :
- Épinal ;
- Gembloux ;
- Schwäbisch Hall ;
- Zamość.

## Personnalités liées à la ville
- Paul Sturgess (1987-), un des plus grands joueurs de basket-ball du monde (2,34m), est né à Loughborough.